# Albatrellus cristatus
Albatrellus cristatus (Alb. & Schwein.) Kotl. & Pouzar, Ceská Mykol. 11(3): 154 (1957).

## Descrizione della specie

### Cappello
5-11 x 0,3-1 cm, irregolare, a forma di ventaglio, lobato, espanso, a volte depresso al centro, spesso riunito in più esemplari, da brunastro-giallo a giallo-verdastro; cuticola leggermente squamata, feltrata e areolata; margine sottile, intero, involuto e ondulato.

### Tubuli
Lunghi 1-4 mm, corti, decorrenti fino alla base del gambo e disposti in un unico strato, prima biancastri poi giallo-bruno con l'età.

### Pori
Rotondo-angolosi, irregolari, lacerati, prima bianchi poi giallastri, 1-4 per mm.

### Gambo
3 x 1 cm, eccentrico, tomentoso, finemente vellutato, piuttosto corto, colore verde-giallastro chiaro o bruno-olivastro.

### Carne
Prima bianca poi verdastra, piuttosto coriacea, con spessore di 10 mm, cassante, fragile con l'età.
- Odore: fungino.
- Sapore: amaro.

### Microscopia
Spore6-7 X 5-5,5 µm, ovoidali, lisce, ialine, guttulate con apicolo evidente, debolmente amiloidi.
Basidiclaviformi, 17-35 x 6-8 µm, tetrasporici, senza giunti a fibbia basali.
Cistidiassenti.
Struttura ifalemonomitica.

## Reazioni macrochimiche
- Reagente di Melzer: contesto bruno scuro ("reazione pseudoamiloidea")

## Habitat
Fungo terricolo, cresce in estate-autunno, su resti legnosi interrati, nei boschi di conifere e latifoglie.

## Commestibilità
Da considerarsi non commestibile in quanto piuttosto coriaceo e di sapore sgradevole.

## Specie simili
Può essere confuso con l'Albatrellus ovinus, simile nel portamento e che cresce negli stessi luoghi, ma se ne distingue per il gambo più verdastro, la carne più dura e non adatta al consumo, nonché per le spore di dimensioni inferiori.

## Sinonimi e binomi obsoleti
- Boletus cristatus Pers., Synopsis Methodica Fungorum (Göttingen): 522 (1801)
- Boletus cristatus Schaeff., Fungorum qui in Bavaria et Palatinatu circa Ratisbonam nascuntur: 316 (1774)
- Caloporus cristatus (Schaeff.) Quél., Fl. mycol. (Paris): 406 (1888)
- Grifola cristata (Schaeff.) Gray, A Natural Arrangement of British Plants (London) 1: 643 (1821)
- Grifola cristatiformis Murrill, Lloydia 6: 227 (1943)
- Grifola poripes (Fr.) Murrill, Bull. Torrey bot. Club 31(6): 335 (1904)
- Polypilus poripes (Fr.) Bondartsev & Singer, Annales Mycologici 39: 47 (1941)
- Polyporus agilis Viv., Fungi italica: 42 (1838)
- Polyporus cristatiformis (Murrill) Murrill, Lloydia 6: 228 (1943)
- Polyporus cristatus (Schaeff.) Fr., Systema mycologicum (Lundae) 1: 356 (1821)
- Polyporus flavovirens Berk. & Ravenel, Ann. Mag. nat. Hist. 12: 431 (1853)
- Polyporus poripes Fr., Nova Acta R. Soc. Scient. upsal. 1: 48 (1851)
- Polyporus virellus Fr., Epicrisis systematis mycologici (Uppsala): 429 (1838)
- Scutiger cristatiformis Murrill, Lloydia 6: 227 (1943)
- Scutiger cristatus (Schaeff.) Bondartsev & Singer, Annales Mycologici 39: 47 (1941)

## Nomi comuni
- Polypore à crête (FR)